# Max Syring
Max Franz Syring (ur. 20 sierpnia 1908 w Reuden, zm. 14 kwietnia 1983 w Hamburgu) – niemiecki lekkoatleta, długodystansowiec, medalista mistrzostw Europy w 1938 z Paryża.
Wystąpił na igrzyskach olimpijskich w 1932 w Los Angeles, gdzie zajął 6. miejsce w biegu na 5000 metrów i 5. miejsce w biegu na 10 000 metrów. Nie ukończył biegu na 10 000 metrów na pierwszych mistrzostwach Europy w 1934 w Turynie. Na igrzyskach olimpijskich w 1936 w Berlinie odpadł w eliminacjach biegu na 5000 metrów.
Zdobył brązowy medal w biegu na 10 000 metrów na mistrzostwach Europy w 1938 w Paryżu, za Ilmarim Salminenem z Finlandii i Giuseppem Beviacqua z Włoch.
Był mistrzem Niemiec w biegu na 5000 metrów w 1932, 1934, 1935, 1937, 1938, 1942 i 1943 oraz wicemistrzem w 1931, 1933, 1940 i 1941, a także mistrzem w biegu na 10 000 metrów w latach 1932–1934, 1936, 1938 i 1941, w biegu przełajowym w latach 1934–1936 i w sztafecie 4 × 1500 metrów w 1936.
Syring trzykrotnie poprawiał rekord Niemiec w biegu na 5000 metrów do wyniku 14:41,4 (9 lipca 1938 w Królewcu) oraz czterokrotnie w biegu na 10 000 metrów do wyniku 30:06,6 (13 lipca 1940 w Jenie).